# Tia Nastácia
Tia Nastácia é uma personagem da obra de Monteiro Lobato. Foi de suas mãos que surgiu a boneca Emília. 

## A inspiração

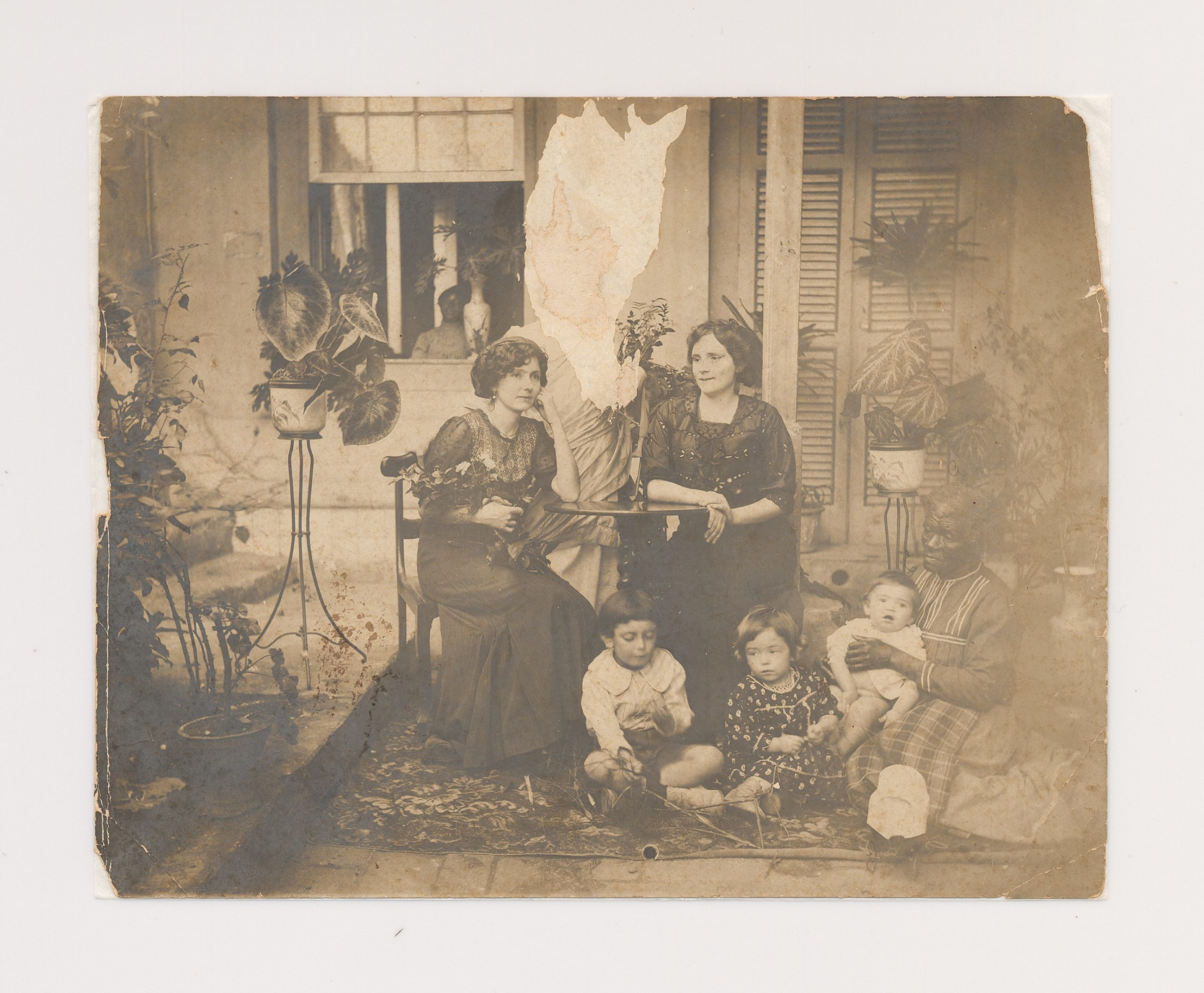
Anastácia se encontra à direita, segurando Guilherme Monteiro Lobato, em 1913.

Quando vivo, Monteiro Lobato disse ao jornalista Silveira Peixoto em uma entrevista, que a personagem de seus livros foi inspirada em uma mulher chamada Anastácia, que trabalhava em sua casa como cozinheira, e babá de seus filhos. A "Anastácia real" é descrita como uma negra alta, magra, de canelas e punhos finos, um personagem com características mais próximas da realidade das trabalhadoras negras mas que não deixa de ser um retrato de sua condição na sociedade.
Em entrevista para a Gazeta-Magazine em 1943, Lobato respondeu ao repórter Silveira Peixoto sobre como havia surgido a cozinheira do Sítio: "Tive em casa uma Anastácia, ama do meu filho Edgard. Uma preta alta, muito boa, muito resmunguenta, hábil quituteira… Tal qual a Anastácia, ou a tia Nastácia dos livros." Ele também cita a mesma no ano de 1912 em quanto fala ao amigo Godofredo Rangel, sobre seus filhos: "O peralta é o Edgard. Põe-me doido e é escandalosamente protegido pela mãe e a tia Anastácia, a preta que eu trouxe de Areias e o pega desde pequenininho. Excelente preta, com um marido mais preto ainda, de nome Esaú."

## Uma visão da época
A figura de Tia Nastácia na maioria das ilustrações dos livros de Lobato, lembra um pouco um antigo estereótipo conhecido nos Estados Unidos como "Mammy" hoje em dia considerado racista, geralmente representado por uma mulher gorda de pele escura, vestindo um avental com um lenço na cabeça, que normalmente é uma empregada doméstica, cozinheira, costureira ou enfermeira. Este estereótipo aparece em alguns desenhos animados antigos, como em um desenho da Disney de 1935 chamado "Os Três Gatinhos Orfãos" (Three Orphan Kittens), nos clássicos desenhos de Tom e Jerry dos anos 40 e peças publicitárias da época.

## A personagem
A extrema bondade de tia Nastácia dava-lhe, no contexto do Sítio do Picapau Amarelo, o verdadeiro ar de brasilidade, junto a uma Dona Benta de formação cultural européia. Enquanto esta falava de Hans Staden, e apresentava aos netos a Mitologia Grega, foi pela boca de tia Nastácia que dezenas de Histórias do folclore brasileiro foram sendo narradas, com deleite, aos meninos do Sítio. Por seus lábios, personagens menosprezados do rico fabulário popular encontraram meios de chegar aos leitores mirins do Brasil, e tia Nastácia tornou-se o centro das atenções, em "Histórias de tia Nastácia" - um dos livros da série. Tia Nastácia é a personagem que representa a sabedoria popular, a sabedoria do povo.
Negra, de beiços grandes, assustada e medrosa, uma cozinheira de mão cheia. Sem os seus quitutes, a vida no Sítio não teria "sabor"… Tia Nastácia é famosa por causa de seus deliciosos bolinhos, de modo que, segundo o livro O Saci:
"… _quem comia uma vez os seus bolinhos de polvilho não podia nem sequer sentir o cheiro de bolos feitos por outras cozinheiras (…)".
O problema é quando a prezada cozinheira mostra anseios de levar o porco Rabicó para o forno, e só não fez isso pois o pobre poltrão é salvo da panela por Narizinho.

## Na televisão
Tia Nastácia foi interpretada por Jacyra Sampaio, na famosa adaptação do Sítio do Picapau Amarelo da TV feita pela Rede Globo. A atriz faleceu em 1998.
Dhu Moraes interpretou entre os anos de 2001 e 2006, na série de 2001, e fez uma Tia Nastácia mais magra, a atriz ficou muito conhecida com a personagem.
Em 2007, Rosa Marya Colin interpretou a personagem. E atualmente Bibba Chuqui interpreta o personagem, na nova adaptação do SBT.

### Intérpretes
- Benedita Rodrigues, em 1953 no filme O Saci
- Zeni Pereira, nas séries dos anos 1950 pela TV Tupi e no filme O Pica-pau Amarelo
- Isaura Bruno, na série entre 1967 e 1968 na TV Bandeirantes
- Jacyra Sampaio, entre 1977 a 1985 no seriado da TV Globo
- Dona Ivone Lara, em 1982, no especial Pirlimpimpim e Pirlimpimpim 2
- Dhu Moraes, entre 2001 e 2006, na regravação do Sítio do Picapau Amarelo
- Rosa Marya Colin, em 2007, substituindo Dhu Moraes na mesma série
- A voz de Patrícia Scalvi, na dubalgem da série animada em 2012
- No especial exibido pelo SBT e TV ZYN, no Programa Silvio Santos, Tia Nastácia foi interpretada por Bibba Chuqui.[5]

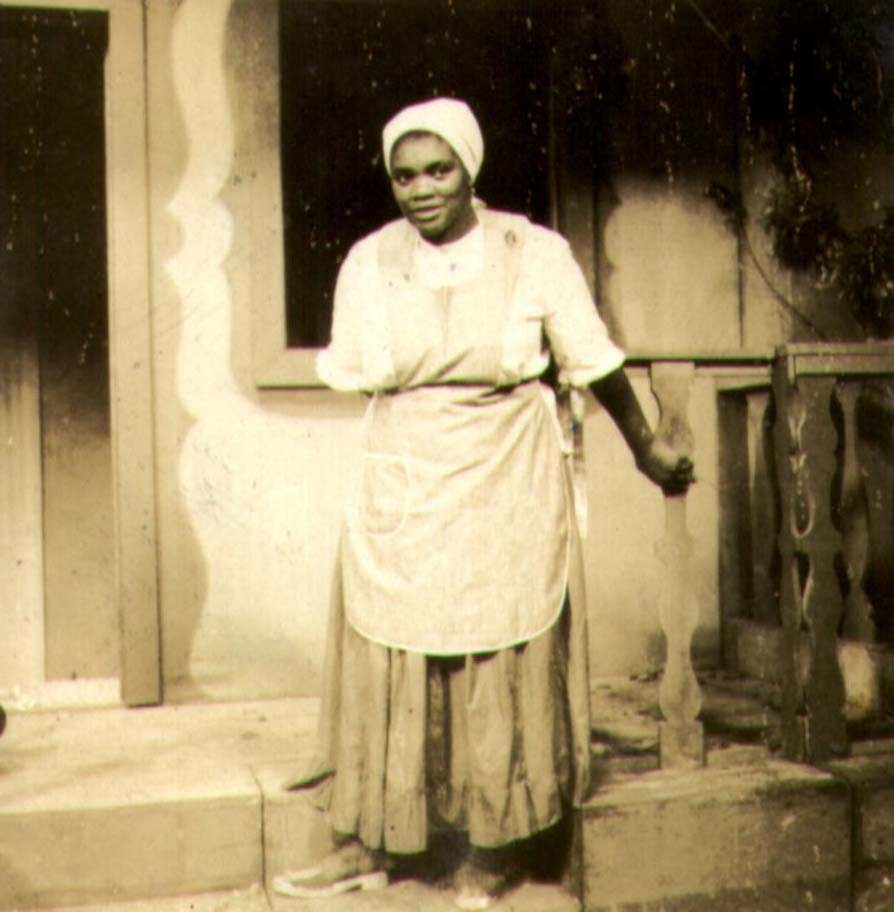
Benedita Rodrigues interpretando Tia Nastácia nos anos 50

## Tia Nastácia na cultura brasileira

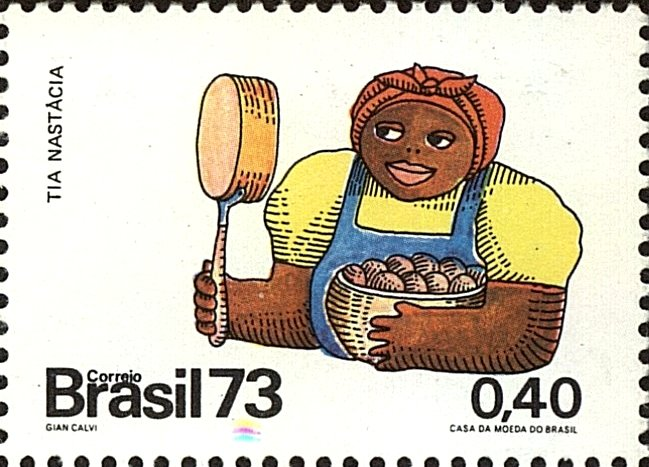
Tia Nastácia em um selo postal brasileiro do ano de 1973

Para a versão de 1977 do Sítio, o músico Dorival Caymmi escreveu uma nova versão de sua canção "História Pro Sinhozinho" intitulada de "Tia Nastácia", a qual foi gravada pelo próprio e utilizada como tema oficial da personagem. Na versão de 2001 foi regravada por Zeca Pagodinho, sendo a gravação mais conhecida. Essa canção se tornou popular também em torcidas de futebol do Brasil com versões próprias, com maior destaque para "O Palmeiras Não Tem Mundial", além de ter sido regravada por diversos outros artistas. 